# Borgo Incoronata
Borgo Incoronata è una frazione del comune di Foggia.
Il Borgo incoronata sorge sull'itinerario della via Francigena accanto al sito dell'antico Tratturo regio e deve il suo nome al Santuario della Madonna Incoronata distante appena Km 2.5.

## Storia
Il paese è un “borgo di fondazione” come altri realizzati nel ventennio fascista quali centri di servizio per le zone bonificate ed espropriate al latifondo, realizzando così tanti poderi da assegnare a famiglie di coltivatori. Borgo Incoronata, nelle intenzioni, era destinato a diventare un Comune di almeno 9.000 abitanti, 3.000 dei quali concentrati nel Borgo vero e proprio. In origine il centro doveva sorgere accanto al Santuario della Madonna Incoronata, ma poi si decise di posizionarlo nei pressi della Statale per Bari onde dargli maggiore visibilità e facilità di comunicazione.
Il progetto urbanistico definitivo risale al 1939 ad opera degli architetti Giorgio Calza Bini e Roberto Nicolini, e riprende canoni del razionalismo architettonico in voga all’epoca: la pianta dell’abitato, in particolare, vede le strade d’accesso disegnate secondo il tipico “asse sfalsato” di altre città di fondazione degli anni ’30. Il centro del Borgo è occupato da un imponente parallelepipedo poggiato su arcate paraboliche, destinato ad accogliere il municipio e richiamante nella mole le antiche masserie fortificate tipiche della Puglia. Gli altri edifici previsti – e realizzati tra il 1939 e il 1943 - sono la Casa del Fascio, le Scuole, l’azienda agricola dell’Opera Nazionale Combattenti, la Caserma dei Carabinieri, le poste e varie case di abitazione.
La caduta del fascismo e gli eventi bellici bloccarono quindi l’attività edificatoria (la Chiesa verrà costruita solo nel 1965) e Borgo Incoronata non diverrà mai Comune ma bensì una frazione di Foggia, presentando tuttavia ai nostri giorni una preziosa testimonianza storico-architettonica dell’epopea delle bonifiche e della lotta al latifondo. Di quel periodo, in particolare, resta la scritta “Credere Obbedire e Combattere” sulla sommità dell’ex-casa del Fascio e la sigla “ONC” presso lo stabile che ospitava il magazzino e le stalle dell’Opera Nazionale Combattenti.

## Il Santuario
Il Santuario è legato ad un'apparizione dell'ultimo sabato di Aprile dell'anno 1001: secondo la fondata tradizione la Madonna, apparve ad un conte di Ariano e al pastore Strazzacappa nel bosco del Cervaro, invitandoli all'erezione di una chiesa. In seguito a questo evento fu ritrovata su una grande quercia la Statua della Madonna custodita tuttora nel Santuario e scolpita in legno di noce scuro. 

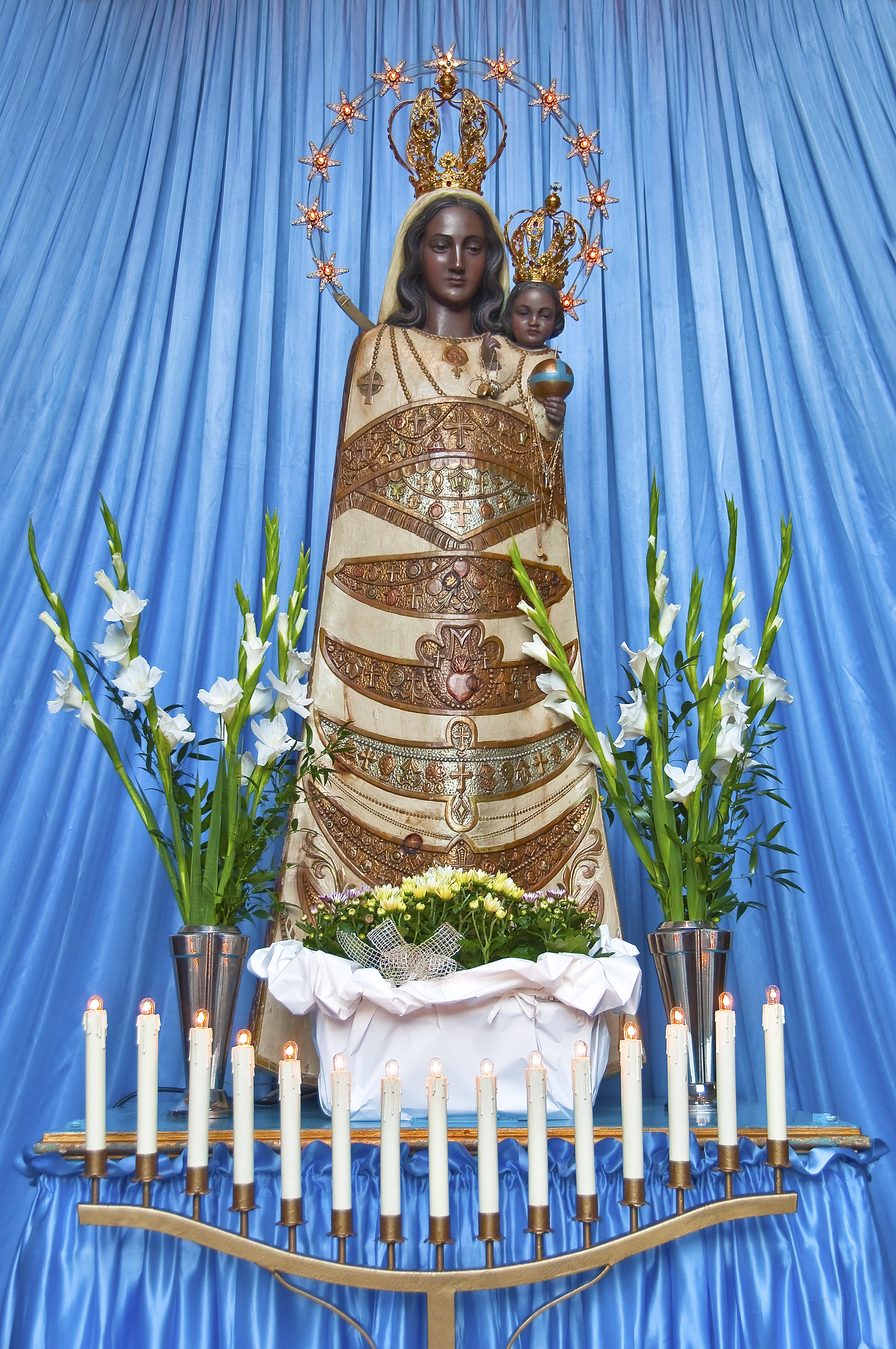
La Madonna di Borgo Incoronata è nera

Dal 1º Aprile del 1950 il Santuario è tenuto dai religiosi dell'Opera Don Orione (Orionini) e nell'ultimo sabato di aprile di ogni anno vi si festeggia la ricorrenza dell'apparizione.
I festeggiamenti sono preceduti da un ciclo 9 sabati dedicati alla devozione alla Madonna Incoronata.
Il Mercoledì precedente l'ultimo Sabato di aprile c'è il Rito della Vestizione della Statua. Nel pomeriggio del Venerdì precedente il Sabato c'è la 'Cavalcata degli angeli', momento religioso carico di grande devozione popolare e di folclore. La Domenica sera si concludono i festeggiamenti con il Rito dell'Offerta dell'Olio da parte di uno dei Comuni legati da molto tempo al Santuario.
Dal 2006 è stato istituito il Parco naturale regionale Bosco Incoronata.